# 石川県立七尾産業技術専門校
石川県立七尾産業技術専門校（いしかわけんりつななおさんぎょうぎじゅつせんもんこう）は、石川県七尾市にある職業能力開発校。

## 概要
- 所在地：〒926-0853　七尾市津向町ヘ34
- 設置者：石川県
- 設置学科：自動車整備科（全日科）2年、生産設備保全科（全日科）1年、土木建築科（全日科）6ヶ月